# Martha Raye
Pour les articles homonymes, voir Raye.
Martha Raye, de son nom complet Margaret Teresa Yvonne Reed (dite aussi Margy Redd,) est une actrice et chanteuse américaine, née le 27 août 1916 aux États-Unis, à l'hôpital de Butte dans le Montana, morte le 19 octobre 1994 à Los Angeles (Californie).

## Biographie

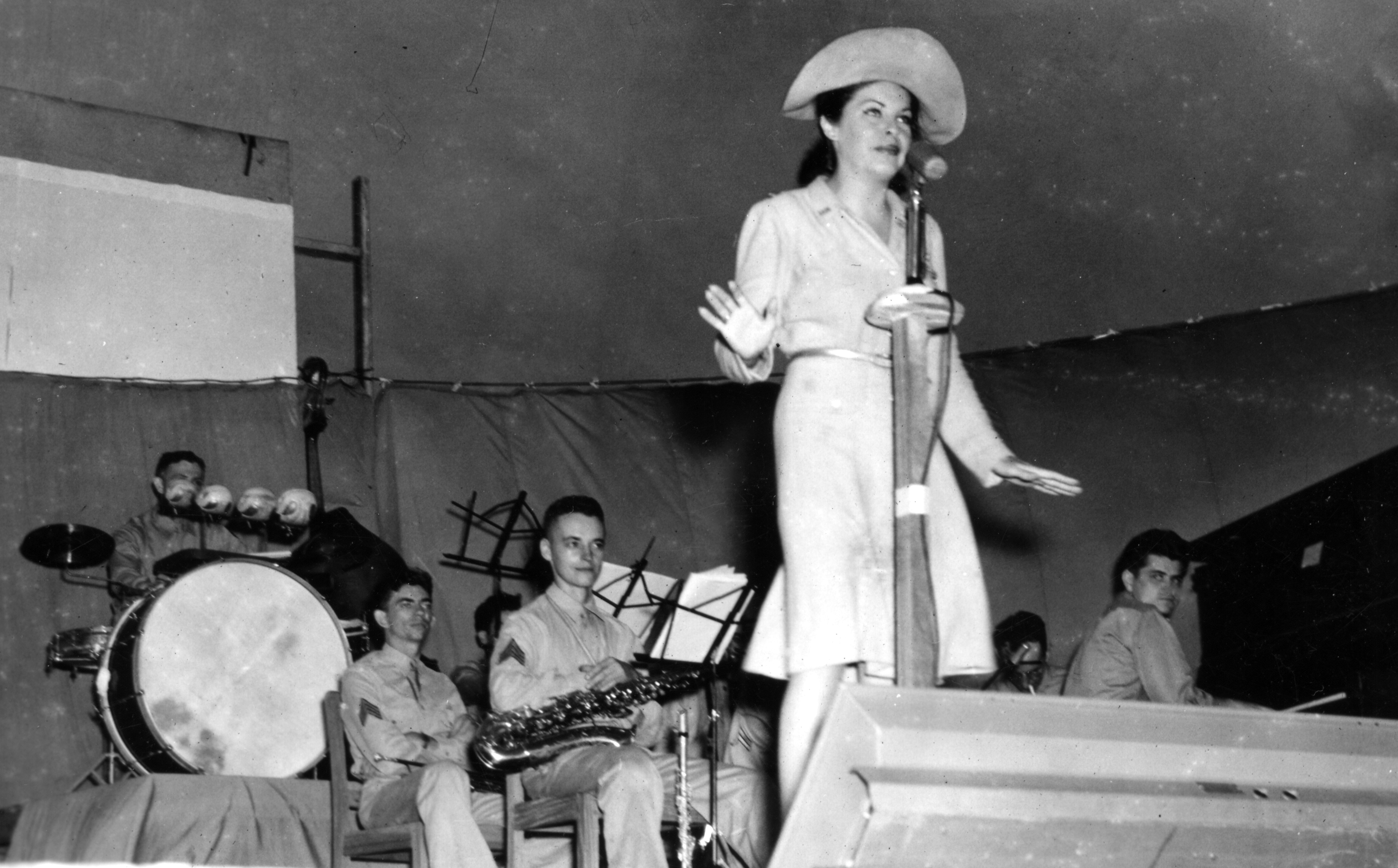
Martha Raye en 1943

Martha Raye a commencé très jeune sa carrière de chanteuse et de comédienne. Elle a joué dans des téléfilms, dans des pièces de théâtre à Broadway  et plus tard à la télévision américaine. Elle a été récompensée en 1969 du prix Jean Hersholt Humanitarian Awards pour ses prestations artistiques et ses services d'assistance bénévole auprès des troupes américaines lors de la Seconde Guerre mondiale et durant la Guerre du Vietnam.
Elle se maria à sept reprises mais n'eut qu'un enfant.

## Filmographie

### Au cinéma
- 1936 : Rhythm on the Range de Norman Taurog : Emma Mazda
- 1936 : Miousic 1937 (en) (The Big Broadcast of 1937) de Mitchell Leisen : Patsy
- 1936 : Hideaway Girl (en) de George Archainbaud : Helen Flint
- 1936 : L'Appel de la folie (College Holiday) de Frank Tuttle : Daisy Schloggenheimer
- 1937 : L'Amour à Waikiki (Waikiki Wedding), de Frank Tuttle : Myrtle Finch
- 1937 : Mountain Music (en) de Robert Florey : Mary Beamish
- 1937 : Artists & Models, de Raoul Walsh : Specialty
- 1937 : Quitte ou double (en) (Double or Nothing) de Theodore Reed : Liza Lou Lane
- 1938 : Big Broadcast of 1938 (The Big Broodcast of 1938), de Mitchell Leisen : Martha Bellows
- 1938 : College Swing, de Raoul Walsh : Mable
- 1938 : La Belle de Mexico (Tropic Holiday), de Theodore Reed : Midge Miller
- 1938 : Give Me a Sailor, d'Elliott Nugent : Letty Larkin
- 1939 : La Source aux loufoques (Never Say Die), d'Elliott Nugent : Mickey Hawkins
- 1939 : $1000 a Touchdown (en) de James Patrick Hogan : Martha Madison
- 1940 : The Farmer's Daughter : Patience Bingham
- 1940 : The Boys from Syracuse : Luce
- 1941 : Navy Blues : Lilibelle Bolton
- 1941 : Deux Nigauds aviateurs (Keep 'Em Flying) d'Arthur Lubin : Gloria Phelps / Barbara Phelps
- 1941 : Hellzapoppin, de H. C. Potter : Betty Johnson
- 1944 : Four Jills in a Jeep, de W. A . Seiter
- 1944 : Pin Up Girl, de H. Bruce Humberstone : Molly McKay
- 1947 : Monsieur Verdoux, de Charlie Chaplin : Annabella Bonheur
- 1962 : La Plus Belle Fille du monde (Billy Rose's Jumbo) de Charles Walters : Lulu
- 1970 : The Phynx (en) : Foxy
- 1970 : Pufnstuf (en) : Boss Witch
- 1979 : Airport 80 Concorde (The Concorde: Airport '79) de David Lowell Rich : Loretta

### À la télévision
- 1970 : The Bugaloos (en) (série) : Benita Bizarre (1970-72)
- 1979 : The Gossip Columnist : Georgia O'Hanlon
- 1979 : Skinflint: A Country Christmas Carol
- 1981 : Pippin: His Life and Times : Berthe
- 1976 : Alice (série) : Carrie Sharples (1982-1984)
- 1985 : Alice au pays des merveilles (Alice in Wonderland) : La Duchesse